# Seznam vrcholů v Drahanské vrchovině

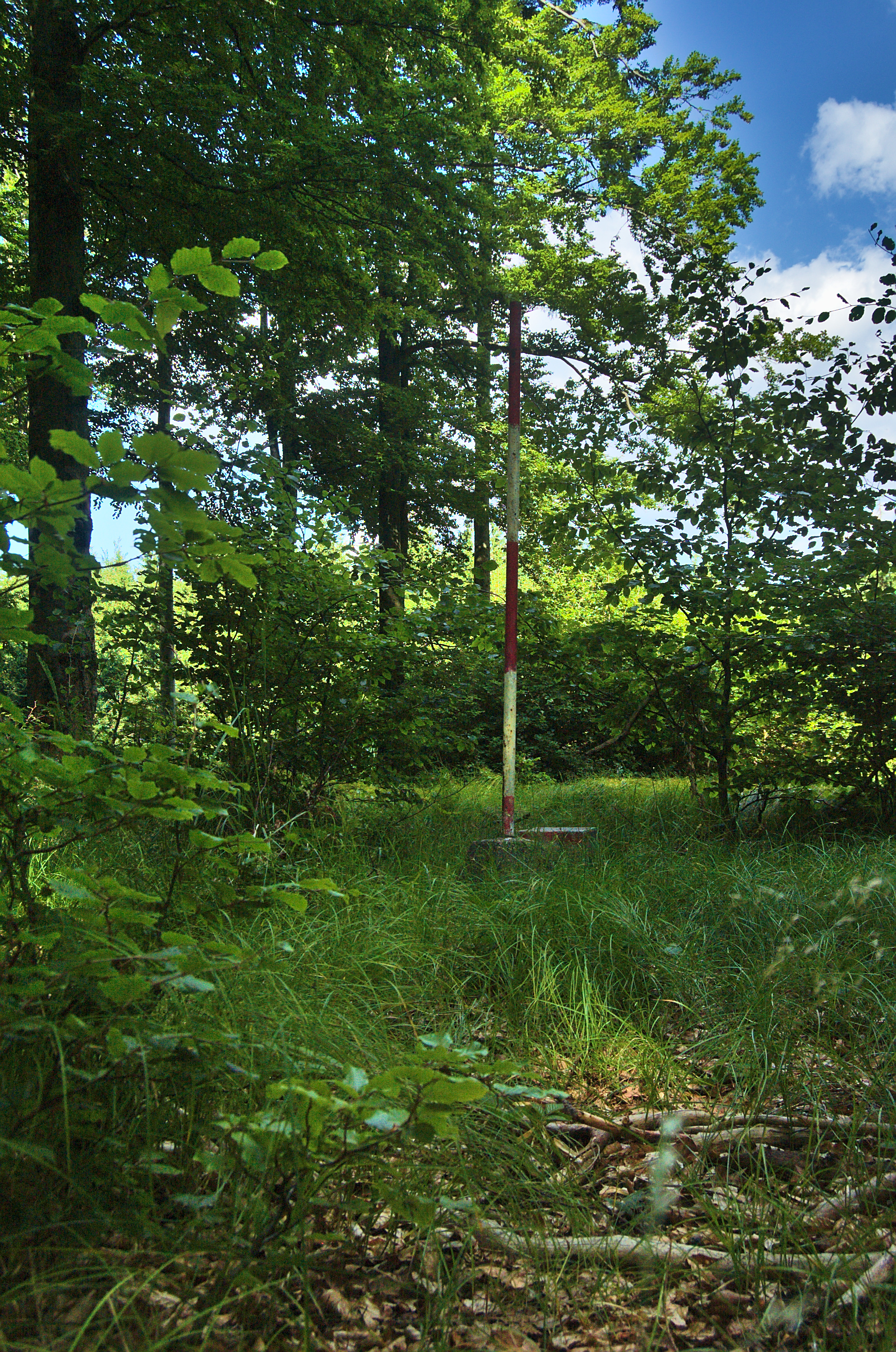
Skalky (735 m)

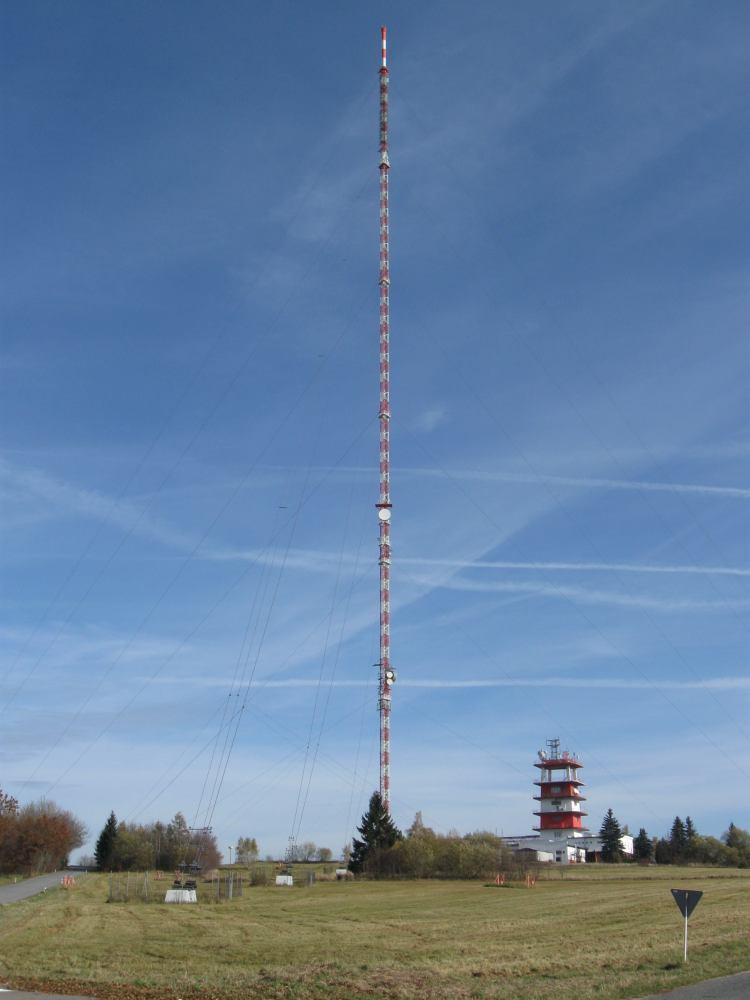
Kojál (601 m)

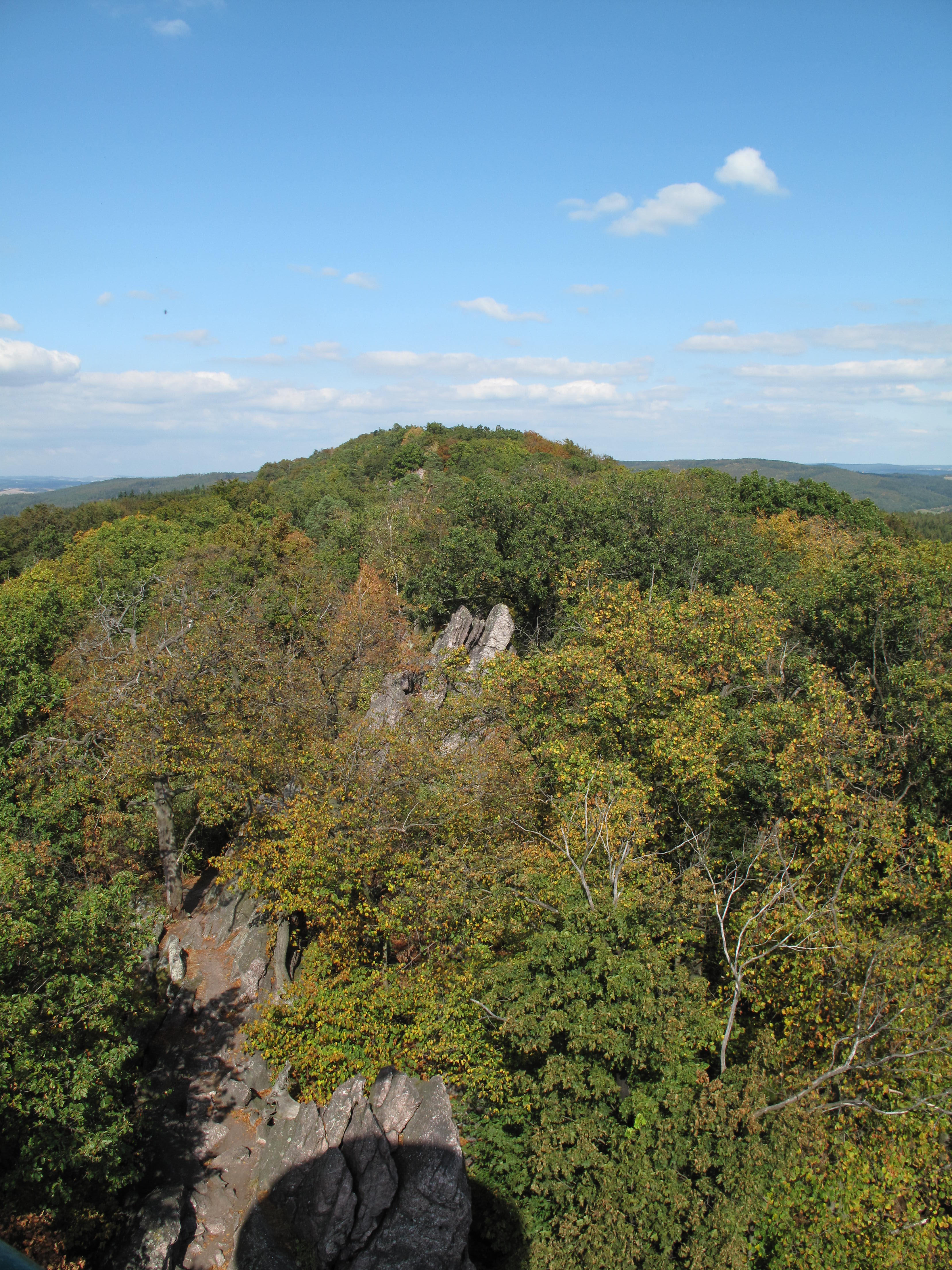
Babí lom (562 m)

Seznam vrcholů v Drahanské vrchovině obsahuje pojmenované vrcholy s nadmořskou výškou nad 600 m nebo s prominencí nad 100 metrů. Seznam je založen na údajích dostupných na stránkách Mapy.cz a ze základních topografických map ČR. Jako hranice pohoří byla uvažována hranice stejnojmenného geomorfologického celku.

## Seznam vrcholů podle výšky
Seznam vrcholů podle výšky obsahuje pojmenované vrcholy s výškou nad 600 m n. m. Většina nejvyšších hor se nachází v podcelku Konická vrchovina, včetně nejvyšších Skalek (735 m n. m.).
| #   | Vrchol          | Výška m n. m. | Souřadnice                       | Okrsek                | Přístup                       |
| --- | --------------- | ------------- | -------------------------------- | --------------------- | ----------------------------- |
| 1.  | Skalky          | 735           | 49°30′05″ s. š., 16°47′23″ v. d. | Protivanovská planina | neznačeno                     |
| 2.  | Skály           | 724           | 49°29′29″ s. š., 16°47′50″ v. d. | Protivanovská planina | neznačeno                     |
| 3.  | Paprč           | 721           | 49°31′43″ s. š., 16°46′26″ v. d. | Protivanovská planina | neznačeno                     |
| 4.  | Babylon         | 686           | 49°28′43″ s. š., 16°51′04″ v. d. | Protivanovská planina | neznačeno                     |
| 5.  | Přibytá         | 683           | 49°29′16″ s. š., 16°45′22″ v. d. | Protivanovská planina | neznačeno                     |
| 6.  | Babylon         | 677           | 49°32′47″ s. š., 16°48′52″ v. d. | Štěpánovská planina   | neznačeno                     |
| 7.  | Brd             | 672           | 49°27′56″ s. š., 16°48′47″ v. d. | Protivanovská planina | neznačeno                     |
| 8.  | Peterkův kopec  | 671           | 49°32′58″ s. š., 16°45′56″ v. d. | Štěpánovská planina   | neznačeno                     |
| 9.  | Holíkov         | 667           | 49°27′47″ s. š., 16°42′07″ v. d. | Škatulec              | neznačeno                     |
| 10. | Skalka          | 660           | 49°31′31″ s. š., 16°47′39″ v. d. | Protivanovská planina | cyklozelená turistická značka |
| 11. | Škatulec        | 656           | 49°27′30″ s. š., 16°41′15″ v. d. | Škatulec              | zelená turistická značka      |
| 12. | Horka           | 656           | 49°25′51″ s. š., 16°54′36″ v. d. | Protivanovská planina | neznačeno                     |
| 13. | Bučí            | 653           | 49°26′27″ s. š., 16°44′23″ v. d. | Protivanovská planina | neznačeno                     |
| 14. | Babí hora       | 642           | 49°27′25″ s. š., 16°44′55″ v. d. | Protivanovská planina | neznačeno                     |
| 15. | Kudlinka        | 638           | 49°30′48″ s. š., 16°44′17″ v. d. | Protivanovská planina | neznačeno                     |
| 16. | Havlenka        | 638           | 49°26′53″ s. š., 16°47′31″ v. d. | Protivanovská planina | neznačeno                     |
| 17. | Ostrý vrch      | 636           | 49°36′25″ s. š., 16°47′59″ v. d. | Štěpánovská planina   | neznačeno                     |
| 18. | Duraně          | 626           | 49°35′28″ s. š., 16°46′55″ v. d. | Štěpánovská planina   | žlutá turistická značka       |
| 19. | U Suché louky   | 626           | 49°30′30″ s. š., 16°51′27″ v. d. | Štěpánovská planina   | neznačeno                     |
| 20. | Lavičná         | 625           | 49°36′03″ s. š., 16°46′59″ v. d. | Štěpánovská planina   | neznačeno                     |
| 21. | Ostrý vrch      | 622           | 49°27′11″ s. š., 16°46′41″ v. d. | Protivanovská planina | neznačeno                     |
| 22. | Na hutích       | 613           | 49°33′32″ s. š., 16°47′17″ v. d. | Štěpánovská planina   | neznačeno                     |
| 23. | Na zámcích      | 611           | 49°35′21″ s. š., 16°47′41″ v. d. | Štěpánovská planina   | neznačeno                     |
| 24. | Mojetín         | 608           | 49°31′50″ s. š., 16°43′03″ v. d. | Mojetínský hřbet      | neznačeno                     |
| 25. | Brusná          | 607           | 49°25′38″ s. š., 16°42′55″ v. d. | Protivanovská planina | neznačeno                     |
| 26. | Kamenný vrch    | 607           | 49°35′13″ s. š., 16°48′24″ v. d. | Štěpánovská planina   | neznačeno                     |
| 27. | Runářovský vrch | 602           | 49°34′50″ s. š., 16°51′04″ v. d. | Štěpánovská planina   | neznačeno                     |
| 28. | Mazalova skála  | 601           | 49°35′36″ s. š., 16°50′06″ v. d. | Štěpánovská planina   | neznačeno                     |
| 29. | Kojál           | 601           | 49°22′12″ s. š., 16°48′58″ v. d. | Kojálská planina      | neznačeno                     |

## Seznam vrcholů podle prominence
Seznam vrcholů podle prominence obsahuje všechny hory a kopce s prominencí (relativní výškou) nad 100 metrů, bez ohledu na nadmořskou výšku. Takových je v Drahanské vrchovině 5. Nejprominentnějším vrcholem jsou nejvyšší Skalky (prominence 330 m), následované Bukovcem (198 m) a Babím lomem (174 m).
| #  | Vrchol         | Výška m n. m. | Promi- nence | Izolace (km)        | Souřadnice                       | Podcelek            | Přístup                   |
| -- | -------------- | ------------- | ------------ | ------------------- | -------------------------------- | ------------------- | ------------------------- |
| 1. | Skalky         | 0735          | 330          | 33,5 → Horní les    | 49°30′06″ s. š., 16°47′23″ v. d. | Konická vrchovina   | neznačeno                 |
| 2. | Bukovec        | 0596          | 198          | 09,7 → Holíkov      | 49°21′47″ s. š., 16°35′43″ v. d. | Adamovská vrchovina | zelená turistická značka  |
| 3. | Babí lom       | 0562          | 174          | 05,0 → Bukovec      | 49°18′48″ s. š., 16°34′37″ v. d. | Adamovská vrchovina | červená turistická značka |
| 4. | Nad skálou     | 0439          | 115          | 02,2 → Červený vrch | 49°15′46″ s. š., 16°54′43″ v. d. | Konická vrchovina   | neznačeno                 |
| 5. | Dránský žlíbek | 0512          | 103          | 01,4 → Jedle        | 49°23′18″ s. š., 16°34′26″ v. d. | Adamovská vrchovina | neznačeno                 |